# Lycaena discojuncta
Lycaena discojuncta är en fjärilsart som beskrevs av Vorbr. Lycaena discojuncta ingår i släktet Lycaena och familjen juvelvingar. Inga underarter finns listade i Catalogue of Life.